# Jan Stig Andersen
 Der er for få eller ingen kildehenvisninger i denne artikel, hvilket er et problem. Du kan hjælpe ved at angive troværdige kilder til de påstande, som fremføres i artiklen.

Jan Stig Andersen (født 28. december 1965 i Aarhus) er en dansk erhvervsleder og tidligere administrerende direktør i smykkevirksomheden Troldekugler.
Han startede som konsulent i Linde AG i Tyskland og kom så i 1991 til Ecco, hvor han havde en lang karriere, der kulminerede med fem år på posten som den danske skogigants topchef i Nordamerika. I 2005 overtog han ledelsen af BTX Group (det tidligere Brandtex), da kapitalfonden EQT købte virksomheden og bad ham stå for en omfattende turnaround. Jan Stig Andersen var gennem fire år CEO for BTX, der er en af Skandinaviens største modekoncerner.
Fra oktober 2009 til 2012 var han CEO for den schweizisk-amerikanske skovirksomhed MBT Group med hovedsæde i Zürich.
I dag er Jan bl.a administrerende direktør for den danske virksomhed: Rains

## Ekstern henvisning
- Berlingske Business »Kultur er en udfordring for kapitalfonde
- Portrætartikel fra Berlingske Business
- Fyret fra BTX
- CEO for MBT Group (Webside ikke længere tilgængelig)